# Égly
Égly és un municipi francès, situat al departament de l'Essonne i a la regió de Illa de França. L'any 2007 tenia 5.240 habitants.
Forma part del cantó d'Arpajon i del districte de Palaiseau. I des del 2016 de la Comunitat d'aglomeració Cœur d'Essonne.

## Demografia

### Població
El 2007 la població de fet d'Égly era de 5.240 persones. Hi havia 1.862 famílies, de les quals 448 eren unipersonals (202 homes vivint sols i 246 dones vivint soles), 495 parelles sense fills, 749 parelles amb fills i 170 famílies monoparentals amb fills.
La població ha evolucionat segons el següent gràfic:
Habitants censats

### Habitatges
El 2007 hi havia 1.977 habitatges, 1.905 eren l'habitatge principal de la família, 7 eren segones residències i 66 estaven desocupats. 1.033 eren cases i 937 eren apartaments. Dels 1.905 habitatges principals, 1.013 estaven ocupats pels seus propietaris, 850 estaven llogats i ocupats pels llogaters i 42 estaven cedits a títol gratuït; 58 tenien una cambra, 151 en tenien dues, 380 en tenien tres, 550 en tenien quatre i 766 en tenien cinc o més. 1.396 habitatges disposaven pel capbaix d'una plaça de pàrquing. A 974 habitatges hi havia un automòbil i a 677 n'hi havia dos o més.

### Piràmide de població
La piràmide de població per edats i sexe el 2009 era:
| Homes | Edats   | Dones |
| ----- | ------- | ----- |
| 0     | 95 o +  | 8     |
| 8     | 90 a 94 | 28    |
| 13    | 85 a 89 | 38    |
| 20    | 80 a 84 | 37    |
| 28    | 75 a 79 | 45    |
| 44    | 70 a 74 | 81    |
| 81    | 65 a 69 | 57    |
| 98    | 60 a 64 | 98    |
| 131   | 55 a 59 | 118   |
| 190   | 50 a 54 | 210   |
| 190   | 45 a 49 | 236   |
| 183   | 40 a 44 | 220   |
| 245   | 35 a 39 | 223   |
| 191   | 30 a 34 | 187   |
| 182   | 25 a 29 | 168   |
| 175   | 20 a 24 | 190   |
| 185   | 15 a 19 | 217   |
| 223   | 10 a 14 | 257   |
| 203   | 5 a 9   | 192   |
| 152   | 0 a 4   | 144   |

## Economia
El 2007 la població en edat de treballar era de 3.439 persones, 2.542 eren actives i 897 eren inactives. De les 2.542 persones actives 2.321 estaven ocupades (1.224 homes i 1.097 dones) i 221 estaven aturades (113 homes i 108 dones). De les 897 persones inactives 285 estaven jubilades, 350 estaven estudiant i 262 estaven classificades com a «altres inactius».

### Ingressos
El 2009 a Égly hi havia 1.904 unitats fiscals que integraven 5.400 persones, la mediana anual d'ingressos fiscals per persona era de 20.412 €.

### Activitats econòmiques
Dels 216 establiments que hi havia el 2007, 1 era d'una empresa alimentària, 3 d'empreses de fabricació de material elèctric, 6 d'empreses de fabricació d'altres productes industrials, 41 d'empreses de construcció, 48 d'empreses de comerç i reparació d'automòbils, 11 d'empreses de transport, 4 d'empreses d'hostatgeria i restauració, 8 d'empreses d'informació i comunicació, 8 d'empreses financeres, 11 d'empreses immobiliàries, 34 d'empreses de serveis, 24 d'entitats de l'administració pública i 17 d'empreses classificades com a «altres activitats de serveis».
Dels 60 establiments de servei als particulars que hi havia el 2009, 1 era una gendarmeria, 1 oficina de correu, 2 tallers de reparació d'automòbils i de material agrícola, 1 taller d'inspecció tècnica de vehicles, 1 autoescola, 5 paletes, 4 guixaires pintors, 10 fusteries, 5 lampisteries, 7 electricistes, 3 empreses de construcció, 5 perruqueries, 2 veterinaris, 2 restaurants, 8 agències immobiliàries, 2 tintoreries i 1 saló de bellesa.
Dels 16 establiments comercials que hi havia el 2009, 1 era un hipermercat, 1 un supermercat, 1 una botiga de menys de 120 m², 1 una peixateria, 3 botigues de roba, 2 botigues d'equipament de la llar, 5 botigues de material esportiu i 2 floristeries.
L'any 2000 a Égly hi havia 4 explotacions agrícoles.

## Equipaments sanitaris i escolars
El 2009 hi havia 1 hospital de tractaments de mitja durada (seguiment i rehabilitació), 2 farmàcies i 1 ambulància.
El 2009 hi havia 3 escoles maternals i 3 escoles elementals.

## Poblacions més properes
El següent diagrama mostra les poblacions més properes.